# Pessahim
Le traité Pessahim (hébreu : פסחים « offrandes pascales ») est le troisième de l'ordre Moëd dans la Mishna et les Talmuds. Il traite, ainsi que l'indique son nom, des lois concernant la fête de Pessa'h ainsi que celles du Pessa'h sheni, célébré un mois plus tard par les personnes qui n'avaient pu, pour une raison légitime, s'acquitter de leurs obligations le 14 nissan.

## Objet du traité
Le traité élabore principalement sur les aspects généraux et les ordonnances particulières de la Pâque juive prescrits dans la Bible hébraïque.

### L'offrande pascale
La Torah prescrit d'abattre un agneau en offrande pascale en un temps spécifié et manger sa chair rôtie avec de la matza (pain azyme) et du maror (herbes amères) la nuit du 14 nissan ; il ne doit rien rester de la chair de cette offrande pascale après le matin ni de ses graisses. Seuls les membres de la nation israélite peuvent en manger et elle est interdite à l'apostat, à l'incirconcis ou au travailleur temporaire. Aucun os de l'offrande pascale ne peut être brisé,. Il est interdit de consommer l'offrande tant qu'on se trouve en possession de hametz. Elle ne peut être réalisée et consommée qu'au lieu « choisi par Dieu ».

### Interdictions sur les pâtes fermentées
La Torah prescrit d'avoir détruit le hametz (« levain ») le 14 nissan ; il est non seulement interdit d'en manger mais même d'en posséder (volontairement) pendant les sept jours de Pessa'h. Les mélanges contenant du hametz sont également interdits. Il est en revanche obligatoire de manger la matza le premier jour de Pessa'h et lors des sept jours de la fête des Azymes,.

### Remémoration de la fête
Il est prescrit d'enseigner au fils qui s'étonnera des rites de Pessa'h d'en raconter la raison, qui est l’Exode hors d’Égypte. Cette prescription apparaît encore à trois reprises.

### Statut des fêtes au cours desquelles on réalise une offrande pascale
Revenant sur l'ordonnance de la fête de Pessa'h dans le désert, la Torah prescrit deux convocations saintes, au premier et au septième jour de Pessa'h, au cours desquels il est obligatoire de se reposer et interdit de réaliser « toute œuvre servile » ; en outre, il faut apporter une offrande outre les offrandes habituelles (korban moussaf) les sept jours de Pessa'h.
Une seconde occasion de s'acquitter de l'offrande pascale est offerte à ceux qui n'auraient pu le faire au temps fixé pour des raisons légitimes (éloignement trop important du sanctuaire, état d'impureté rituelle, etc.) ; elle suit la même ordonnance que l'offrande pascale à la différence près qu'elle doit être offerte le 14 iyar.

## Mishna
La Mishna du traité Pessa'him comprend 87 mishnayot (articles), réparties en dix chapitres. Elle est, selon une opinion, composée de deux traités, raison pour laquelle l'intitulé du traité est au pluriel (Pessahim et non Pessa'h) : les chapitres 5 à 9 sont en effet relatifs à l'offrande pascale uniquement, tandis que les autres traitent des autres lois et de sujets divers. Selon une autre opinion, le pluriel de l'intitulé du traité est dû au fait que celui-ci traite non pas d'une mais de deux offrandes pascales (Pessa'h et Pessa'h sheni).

### Lois sur le hametz
Les trois premiers chapitres traitent principalement des lois du hametz (produits fermentés) et de la fermentation :
- le premier chapitre (or lè'arbaa assar) traite du moment et des endroits où chercher le hametz en vue de l'éliminer, le moment auquel il ne peut plus être mangé et celui auquel il doit être brûlé. Les docteurs de la Mishna évoquent alors les coutumes des cohanim à l'époque du Temple pour signaler ces moments et certaines régulations concernant la combustion des viandes et teroumot devenues impures.
- le second chapitre (kol shaa) indique l'heure à laquelle tout usage de nourriture fermentée autre que la consommation est interdit, du statut du hametz appartenant à un païen ou donnée par un Juif à un païen (ces types de hametz peuvent être utilisés dès la fin de Pessa'h) et de la punition encourue par un laïc qui a consommé de la terouma fermentée à Pessa'h (il a transgressé deux interdits majeurs, celui de manger la part dévolue au cohen et celui d'avoir consommé du hametz à Pessa'h). La Mishna fait alors un aparté pour signaler quels types de farines peuvent convenir à la confection de matzot (pains azymes) et quels types d'herbes sont considérées comme assez amères pour être mangées avec l'offrande pascale. Elle indique enfin comme éviter le processus de fermentation pendant la période de Pessa'h.
- le troisième chapitre (elou ovrin) indique quelle nourriture peut être considérée comme fermentée et rend passible de peines la personne qui ne l'a pas détruite. Après avoir évoqué les régulations générales, la Mishna revient sur le cas particulier du Pessa'h qui a lieu la veille de chabbat. Elle discute aussi des cas dans lesquels une personne partie en pèlerinage au sanctuaire doit retourner chez elle si elle n'a pas brûlé son hametz et ceux dans lesquels une personne revenant de son pèlerinage doit retourner au sanctuaire si elle découvre qu'elle transporte de la chair de l'offrande avec elle (l'offrande pascale devant être consommée tout entière la nuit du 14 au 15 nissan).

### Observances de Pessa'h
La Mishna enseigne dans le quatrième chapitre (maqom shenahagou) que le fait de travailler (dans les limites autorisées par la veille de Pessa'h) ou non dépend de la coutume locale ; elle dévie alors sur d'autres lois où la coutume prévaut comme l'allumage des bougies à yom kippour ou le travail le 9 av. Elle note enfin six actes réalisés par les gens de Jéricho et six actes par le roi Ezéchias, dont celui d'avoir mis un traité de médecine au rancart.

### Lois sur l'offrande pascale
Les lois sur l'offrande occupent quatre chapitres :
- le sujet est introduit dans le cinquième chapitre (tamid nish'hat) par le temps auquel immoler et offrir l'offrande perpétuelle la veille de Pessa'h ; la même mishna traite du temps auquel on offre l'offrande pascale. Il est ensuite discuté des circonstances rendant l'animal impropre à être offert, des cérémonies rituelles, des rangs de cohanim (ce passage contient une imprécation contre les familles parmi lesquelles sont élus les grands-prêtres), de la musique, des trois groupes de personnes chantant le Hallel, du mode d'abattage lorsque Pessa'h a lieu le chabbat et de la préparation de l'offrande pascale.
- le sixième chapitre (elou devarim) traite de l'offrande à chabbat, des cas où d'autres offrandes doivent être faites, des animaux que l'on peut offrir et des cas dans lesquels l'abattage de l'offrande conduit à profaner le chabbat.
- l'abattage ayant été traité, le septième chapitre (keitzad tzolin) envisage le rôtissage de l'offrande pascale et de cinq offrandes qu'une personne en état d'impureté peut offrir mais non consommer ; les cas d'impureté de l'animal offert, des personnes qui l'offrent et des cohanim qui l'abattent sont envisagés dans tous les détails. L'offrande ayant été offerte, abattue et rôtie, la Mishna enseigne les parties de l'offrande à consommer, comment le faire en compagnie et quand brûler ses os et parties à ne pas consommer.
- l'offrande abattue, rôtie et les parties consommables prélevées, le huitième chapitre (haïsha) énumère les personnes qui peuvent manger l'offrande pascale et être comptées parmi la compagnie pour laquelle l'offrande pascale est préparée. Elle traite enfin de la consommation de l'offrande par une personne en deuil et un prosélyte circoncis la veille de Pessa'h.

### Lois relatives à Pessa'h sheni
Le neuvième chapitre (mi shèhaya) est consacré au Pessa'h sheni, à ce qui le différencie du premier pessa'h et à ce qui distingue le pessa'h qui a été réalisé en Égypte (pessa'h Mitzrayim) et tous les pessa'him suivants (pessa'h dorot). Il traite aussi de l'échange (temoura) de l'offrande pascale, de l'offrande d'un animal femelle, du mélange de l'offrande pascale avec d'autres offrandes et des cas dans lesquels des animaux à offrir ont été perdus ou échangés.

### L'ordonnancement du seder
Le dixième chapitre (erev ou arvei pessa'him) est la première mention du rituel qui se tient à l'époque de la Mishna (et vient probablement d'être institué peu auparavant) : le seder comporte quatre coupes de vin, sur lesquels différentes bénédictions sont prononcées ; le fils doit poser des questions au père et celui-ci, en lui répondant, l'instruit sur le rite étrange qui se tient en cette nuit et son sens. D'autres bénédictions sont dites et, enfin, le Hallel.

## Tossefta
La Tossefta Pessahim, compilation de traditions extra-mishnaïques visant à expliquer et complémenter la Mishna, est également divisée en dix chapitres, bien que ses articles ne soient pas exactement parallèles à ceux de la Mishna.
Elle contient beaucoup de matériaux servant à expliquer ou suppléer à la Mishna : la Tossefta 1:1 explique pourquoi le hametz doit être recherché à la bougie, les articles 8:7-8 détaillent ce qui distingue et ce qui rapproche le pessa'h Mitzrayim et le pessa'h dorot, etc.
 Elle est cependant muette sur la cérémonie du seder, ne discutant que du Hallel ; de ce fait et en se basant sur l'hypothèse que le matériau de la Tossefta existait avant la compilation de la Mishna, certains en déduisent que le seder fut institué dans la forme qu'on lui connaît actuellement par les docteurs de la Mishna qui en enseignent les règlementations
Elle comprend aussi ses propres récits et anecdotes, notamment l'ascension de Hillel l'Ancien à la dignité de prince d'Israël, en démontrant devant les gens assemblés dans la cour du Temple que l'offrande pascale doit être offerte à chabbat et la méthode de recensement utilisée par le roi Agrippa, en faisant compter les reins des bêtes offertes pour l'offrande pascale.

## Guemarot de Babylone et de Jérusalem
La Guemara des Sages de Babylone et celle des Sages de Galilée qui forment, avec la Mishna, le Talmud de Babylone et celui de Jérusalem respectivement, discutent et expliquent les mishnayot ; cependant, les discussions des Sages, qu'elles traitent de halakha (sujets légaux) ou de aggada (sujets non-légaux), excèdent souvent le sujet de base et les Talmuds, en particulier celui de Babylone, sont riches en sentences, proverbes, histoires, légendes et autres interprétations.

### Perles de halakha
- Qui profane le second jour des fêtes, on l’exclut[17]
- Aucun jeûne public n'est observé à Babylone, en dehors de celui du 9 av[18]
- Tout ce que le maître de maison te dit de faire, fais-le, sauf « sors »[19]
- Le temps entre la pointe de l'aube (alot hasha'har) et le lever du soleil (netz ha'hama) est de quatre millin[20] (c'est-à-dire du temps nécessaire à parcourir cette distance)
- Le Hallelouïa appartient-il à la fin du Psaume qui le précède ou au début du Psaume suivant[21] ?
- Qui profane la semaine de la fête est comme un idolâtre[22]

### Perles d’aggada
- On ne doit jamais employer d'expressions indécentes (TB Pessahim 3a)
- L'enseignant doit choisir des phrases courtes et précises pour enseigner (ibid 3b)
- Le soir de la sortie du chabbat, Dieu a inspiré au premier homme de prendre deux pierres et de les frotter ensemble ; il a ainsi découvert le feu. Il a aussi découvert le mulet (ibid 54a)
- Par la colère, le sage perd sa sagesse et le prophète sa prophétie (ibid 66b)
- Dieu a conféré un bénéfice à Israël en le dispersant parmi les nations [car elles ne peuvent pas les disperser toutes à la fois] (ibid 87b [& Rachi ad loc.])
- Si le silence est bon pour le sage, combien l’est-il davantage pour le sot (ibid 99a) !
- Il n'y a pas de joie sans vin (ibid 109a)
- Plus que le veau désire téter, la vache désire allaiter (ibid 112a)
- Toutes les louanges qui se trouvent dans le Livre des Psaumes, c’est David qui les a dites (ibid 117a)
- Quelle est la cause persistante de l'exil et de la dispersion des Juifs parmi les nations ? Le désir des Juifs d'approcher les peuples, de s'assimiler à eux et de leur être apparentés (ibid 118b)